# Danny Rose
Daniel Lee "Danny" Rose (født 2. juli 1990), bedre kendt som Danny Rose, er en engelsk fodboldspiller, der spiller som venstre back og kant. Han har spillet en stor del af sin karriere for Tottenham Hotspur og har spillet for det engelske landshold. 
Rose startede sin professionelle karriere hos Leeds United i 2006, og har udviklet sig gennem klubbens ungdom rækker, men forlod dem for Tottenham Hotspur i juli 2007.
Da han ikke kunne komme på førsteholdet, blev han lejet ud til Watford i marts 2009, hvor han nåede syv optrædener, og derefter blev Danny udlejet til Peterborough United United i september 2009. Efter seks optrædener for Peterborough United, vendte han tilbage til Tottenham Hotspur, og fik sin debut.
Da han endnu ikke havde været i stand til at etablere sig som en fast spiller, blev han igen udlejet, denne gang til Bristol City i september 2010, og nåede 17 optrædener. Selv om Rose fik en mere vigtig rolle på holdet end før i Tottenham Hotspur i 2011-12 sæsonen, hvor han fik 20 kampe i alle turneringer/ligaer, brugte han den følgende sæson på et lejeophold hos Sunderland, hvor han fik 29 optrædener.

## Privatliv
Hans yngre bror Mitchell Rose er også professionel fodboldspiller. Han er også fætter til fodboldspilleren Michael Rankine, hvis onkel Mark Rankine også spillede.